# Linux van A tot Z

## A

Afbeelding van Tux de mascotte van het besturingssysteem Linux

Alien - 
ALSA -
Amarok -
Android -
Arch Linux -
API -
AWK

## B
Bash -
Beowulf-cluster - 
Beryl
bestandsextensie -
besturingssysteem -
bibliotheek -
bzip2-
boot

## C
C -
C++ -
cat -
Cedega -
compiler -
Canonical -
CUPS

## D
Damn Small Linux -
Debconf -
Debian -
Delta-ISO -
displaymanager -
DistroWatch

## E
e-mail -
Easy Peasy -
Embedded Linux -
Evolution -
Ext2 -
Ext3 -
Ext4 -
Extended File System

## F
Fedora -
Foomatic -
Freenode -
Free Software Foundation

## G
Galeon -
Gentoo Linux -
GIMP -
glibc - 
GNOME -
GNU -
GNU Compiler Collection (GCC) -
GNU/Linux -
GPL -
Google Chrome OS -
grafische gebruikersinterface -
GRUB -
GTK+ -
gzip

## H
Harmony-toolkit

## J
Jabber -
Java -
JavaScript

## K
Kaffeine -
Kali -
KDE -
Knoppix -
KOffice -
Konqueror -
Kylix

## L
library -
LibreOffice - 
Lijst van bestandsextensies -
Lijst van Linuxdistributies -
Linus Torvalds -
Linux -
Linuxbestandssysteem - 
Linuxdistributie -
Linuxkernel -
Linux Professional Institute -
Linux Standard Base -
Linux Users Group -
LiveCD -
Lynx

## M
Mageia - 
Mandrake -
Manjaro Linux -
Mozilla -
Mozilla Firefox -
Mozilla Thunderbird -
Mandriva Linux

## N
Novell

## O
Ogg Vorbis -
Opdrachtlijn-interface -
Open content -
OpenOffice.org -
Opensourcesoftware -
Oracle Open Office -
OSDL

## P
PackageKit -
Pakketbeheer -
Pakketbron -
Perl -
PHP -
POSIX -
Psi -
PulseAudio - 
Pwd -
Python

## R
Red Hat -
Richard M. Stallman -
Ruby

## S
SCO -
scripttaal -
Sed -
SELinux -
shell -
Slackware Linux -
SourceMage -
SSH -
Sun Microsystems -
SUSE Linux -
Samba

## T
Transmeta -
Trolltech -
Tux

## U
Ubuntu -
Unix -
UTF-8

## V
Vrije software

## W
Webbrowser

## X
XFS -
Ximian -
X Window systeem

## Z
ZLinux